# Paul Usher
Paul Usher (Liverpool, 30 april 1961) is een Engels acteur.
Usher studeerde aan het Wirral Grammar School for Boys. Hij is vooral bekend als PC Des Taviner in de ITV-dramareeks The Bill. Hij vertolkte deze rol van 2001 tot en met 2003. Hij had een hoofdrol in de serie Brookside, hierin vertolkte hij de rol van Barry Grant vanaf de eerste aflevering tot en met de laatste, weliswaar met een onderbreking van 5 jaar.
Daarnaast speelde hij in 4 afleveringen van Liverpool 1, een fictieve reeks over de politie van Merseyside. Hij deed enkele gastoptredens in verschillende series, waaronder London's Burning, Doctors en Robin Hood. Hij speelt mee in de film Six Bend Trap samen met Lisa Riley en andere acteurs uit de omgeving van Teesside.
Naast acteren schrijft hij liedjes. Fietsen en supporteren voor FC Liverpool behoren tot zijn hobby's.